# Howhannes Adamjan

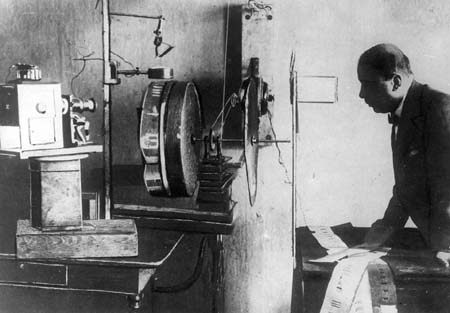
Howhannes Adamjan

Howhannes Abgari Adamjan (russisch Ованес Абгарович Адамян; armenisch Հովհաննես Աբգարի Ադամյան; * 5. Februar 1879 in Baku, Russisches Kaiserreich; † 12. September 1932 in Leningrad, Sowjetunion) war ein armenischer Ingenieur und Fernsehpionier. Das erste experimentelle Farbfernsehen wurde 1928 in London basierend auf Adamjans Dreifarben-Prinzip gezeigt, und er gilt als einer der Begründer des Farbfernsehens.

## Biografie
Adamjan wurde in einer Familie eines armenischen Kaufmanns und Erdölunternehmers geboren. 1897 beendete er seine Schulzeit in Baku und zog in die Schweiz. Er studierte an den Universitäten Zürich und Berlin. Er entwarf Schwarz-Weiß-Systeme sowie Farbfernseher. Adamjan entwickelte theoretische Arbeiten anderer Mitbegründer des Farbfernsehens wie M. Le Blanc und Paul Nipkow und war weltweit der erste, der praktische Ergebnisse im Farbfernsehen erzielte und Farbfernsehübertragungen durchführte. Das erste Farbfernsehprojekt wird von ihm beansprucht und in Deutschland patentiert am 31. März 1908 (Patent Nr. 197183), dann in Großbritannien, am 1. April 1908 (Patent Nr. 7219), in Frankreich (Patent Nr. 390326) und 1910 in Russland (Patent Nr. 17912). 1913 kehrte Adamjan nach Sankt Petersburg zurück. 
1925 demonstrierte Adamjan in Eriwan „Eristavi“, ein Gerät zur Übertragung von Farbbildern. Unterstützt von seinen Freunden und Assistenten aus Armenien gelang es ihm, auf einem Bildschirm eine Reihe von farbigen Figuren und Mustern zu demonstrieren, die aus dem Labor nebenan übertragen wurden.
Er unternahm mehrere längere Reisen nach Armenien, bevor er 1932 in Leningrad starb. Er wurde auf dem örtlichen armenischen Friedhof beigesetzt und seine sterblichen Überreste wurden 1970 nach Jerewan in das Pantheon berühmter Armenier gebracht.